# Lai Đồng
Lai Đồng là một xã thuộc huyện Tân Sơn, tỉnh Phú Thọ, Việt Nam.
Xã Lai Đồng có diện tích 19,95 km², dân số năm 1999 là 3002 người, mật độ dân số đạt 150 người/km².